# Noel Buxton
Noel Edward Noel-Buxton, 1. baron Noel-Buxton (ur. 9 stycznia 1869, zm. 12 września 1948) – brytyjski polityk, członek Partii Liberalnej i Partii Pracy, minister w rządach Ramsaya MacDonalda.
Urodził się jako "Noel Edward Buxton". Był drugim synem sir Thomasa Buxtona, 3. baroneta. Wykształcenie odebrał w Harrow College oraz w Trinity College na Uniwersytecie Cambridge . W 1914 r. poślubił Lucy Edith Pelham Burn, z którą miał sześcioro dzieci.
W 1896 r. został adiutantem swojego ojca, który został gubernatorem Australii Południowej. W kolejnych latach był członkiem Whitechapel Board of Guardians, Central Unemployment Body oraz Home Office Departmental Committee on Lead Poisoning. W latach 1914–1915 posłował wraz z bratem, Charlesem, do Bułgarii.
Pierwszą, nieudaną, próbę dostania się do Izby Gmin startując w okręgu Ipswich. W 1905 r. został wybrany w wyborach uzupełniających w okręgu Whitby, ale przegrał wybory powszechne w 1906 r. W latach 1910–1918 był liberalnym deputowanym z okręgu North Norfolk. W latach 1922–1930 ponownie reprezentował ten okręg, tym razem z ramienia Partii Pracy.
W 1924 r. oraz w latach 1929–1930 był ministrem rolnictwa i rybołówstwa. Od 1924 r. był członkiem Tajnej Rady. W 1930 r. otrzymał tytuł 1. barona Noel-Buxton i zasiadł w Izbie Lordów. Wówczas zmienił też nazwisko na "Noel-Buxton". Zmarł w 1948 r. Tytuł parowski odziedziczył jego syn, Rufus Alexander.